# Смерть Брайана Дугласа Уэллса
28 августа 2003 года разносчик пиццы Бра́йан Ду́глас Уэ́ллс (англ. Brian Douglas Wells) ограбил банк PNC недалеко от своего родного города Эри, штат Пенсильвания, США. После задержания полицией Уэллс погиб, когда сработал ошейник со взрывчаткой на его шее. Расследование ФБР его смерти раскрыло дело, описанное в дальнейшем как «одно из самых сложных и странных преступлений в истории ФБР».
Расследование ФБР, проведённое совместно с Бюро алкоголя, табака, огнестрельного оружия и взрывчатых веществ (АТО) и полицией штата Пенсильвания, привело к тому, что в 2007 году Марджори Дил-Армстронг и Кеннету Барнсу были предъявлены обвинения в совершении этого преступления. Следствие установило, что Дил-Армстронг спланировала всю цепь преступлений с целью получения наследства. Она наняла Барнса на деньги, вырученные от ограбления банка, для убийства своего отца. Также были признаны соучастниками Уильям Ротштейн и Флойд Стоктон, но Ротштейн умер до предъявления обвинения, а Стоктону был предоставлен иммунитет в обмен на дачу показаний против Диль-Армстронг. В 2011 году Диль-Армстронг была приговорена к пожизненному заключению без возможности условно-досрочного освобождения, а Барнс получил сокращённый срок до 22,5 лет в обмен на дачу показаний против Диль-Армстронг; оба умерли в тюрьме.
Причастность Уэллса к заговору вызывает споры. Следователи пришли к выводу, что Уэллс был добровольным участником ограбления, хотя ему не сказали, что бомба настоящая. Семья Уэллса заявила, что заговорщики заставили его ограбить банк.

## Биография
В 1973 году, когда Уэллсу было 16 лет, он бросил Восточную среднюю школу в городе Эри, штате Пенсильвания, и пошёл работать механиком.

## Сообщники
Кеннет Барнс, Марджори Дил-Армстронг и Уильям Ротштейн обсуждали[когда?] способы, которыми они могли бы заработать деньги. Дил-Армстронг предложила Барнсу убить своего отца, Гарольда Дила, чтобы она получила наследство. Барнс сказал ей, что готов сделать это за 250 000 долларов США (что эквивалентно 414 074 долларам в 2023 году). Преступление с бомбой-ошейником и ограблением банка было задумано для того, чтобы получить достаточно денег, чтобы заплатить Барнсу за убийство отца Дил-Армстронг. В обмен на смягчение приговора Барнс позже рассказал следователям, что Дил-Армстронг была организатором преступления и что она хотела получить деньги, чтобы заплатить ему за убийство её отца, который, по её словам, растрачивал наследство.
Дил-Армстронг, Барнс и Ротштейн, похоже, страдали от патологического накопительства.
Марджори Элеонор Дил-Армстронг страдала от множества психических заболеваний, включая биполярное расстройство. До того, как в возрасте двадцати лет её психическое здоровье ухудшилось, Диль-Армстронг была «образцовой ученицей» в средней школе и получила степень магистра в колледже Гэннон. В 1984 году она шесть раз выстрелила в своего парня Роберта Томаса, когда он лежал на диване, но была оправдана по обвинению в самообороне. Её муж и несколько других сожителей также погибли при подозрительных обстоятельствах. Дил-Армстронг умерла от рака молочной железы в тюрьме в возрасте 68 лет 4 апреля 2017 года.
Кеннет Барнс был мастером по ремонту телевизоров на пенсии, продавцом крэка и «приятелем по рыбалке» Дил-Армстронг. Он страдал сахарным диабетом и умер в тюрьме 20 июня 2019 года в возрасте 64-65 лет.
Уильям Ансель Ротштейн встречался с Дил-Армстронг в конце 1960-х и начале 1970-х годов. Был замешан в убийстве 1977 года после того, как отдал пистолет другу, который использовал его для убийства; позже он попытался уничтожить оружие, но получил иммунитет от судебного преследования в обмен на свои показания. Ротштейн был разнорабочим и по совместительству учителем в мастерской. Был госпитализирован в больницу Миллкрика 23 июля 2004 года, у него ранее была диагностирована неходжкинская лимфома, проявляющаяся диффузной миелопролиферативной лимфомой крупноклеточного типа, и он умер 30 июля того же года в возрасте 60 лет. Ротштейн был предполагаемым создателем бомбы-ошейника.
Флойд Артур (Джей) Стоктон-младший был осуждён за изнасилование подростка-инвалида. Стоктон скрывался от правосудия в доме Ротштейна. Ему был предоставлен иммунитет за дачу показаний против Дил-Армстронг, но он так и не был вызван для дачи показаний в суде из-за болезни. Стоктон умер от острой дыхательной недостаточности в Беллингхеме, штат Вашингтон, в возрасте 74-75 лет. Его смерть была признана несчастным случаем.

### Связь сообщников с Уэллсом
Сразу после его смерти следователи обыскали дом Уэллса и нашли список людей, которых он знал, в том числе двух проституток, неизвестных другим членам его семьи. Одна из проституток, к которым он часто приходил, знала Кеннета Барнса, который торговал крэком и в чьём доме жили проститутки.

### Уэллс как сообщник
Согласно сообщениям правоохранительных органов, Уэллс участвовал в планировании ограбления банка накануне и был осведомлён о преступлении; полагая, что бомба будет поддельной, но послужит оправдательной уликой, если его поймают. Согласно показаниям под присягой ФБР, два свидетеля подтвердили, что Уэллс говорил об ограблении примерно за месяц до того, как оно произошло. Свидетели видели, как Уэллс выходит из дома Ротштейна за день до инцидента. Следователи полагают, что он участвовал в репетиции. Считалось, что Уэллса убили, чтобы сократить число свидетелей.
Семья и друзья Уэллса оспаривают его причастность к ограблению банка и собственной смерти; по их словам, к Уэллсу приставили пистолет и заставили надеть бомбу.
Джессика Хупсик, женщина, которая была подругой Уэллса, призналась в документальном фильме от Netflix Evil Genius, что она подтолкнула Уэллса к участию в преступлении, сообщив его имя и график доставки одному из заговорщиков в обмен на деньги и наркотики. Она сказала, что он ничего не знал об ограблении.

## Преступление

### Бомба в ошейнике
Бомба-ошейник, использованная при убийстве, состояла из браслетов на петлях, который надевался на шею подобно большим наручникам, четырёх замочных скважин под подбородком и прямоугольного корпуса, в котором находились две самодельные бомбы и два кухонных таймера. Один электронный таймер висел на груди. В устройстве было несколько ловушек, такие как неподключенные провода, игрушечный сотовый телефон и наклейки с неверными предупреждениями.

### Доставка пиццы
В течение 10 лет Уэллс работал доставщиком пиццы в пиццерии Mama Mia в Эри вплоть до своей смерти. Сразу после 13:30 28 августа 2003 года в пиццерию поступил звонок с таксофона на ближайшей заправке. Владелец не смог понять клиента и передал трубку Уэллсу, у которого попросили доставить две пиццы на Пич-стрит, 8631, по адресу, расположенному в нескольких милях от пиццерии. По этому адресу в конце дороги находилась передающая вышка WSEE-TV.
По словам представителей правоохранительных органов, прибыв по адресу, Уэллс узнал, что бомба была настоящей. Семья Уэллса оспаривает эту версию событий на телебашне; по их словам, на Уэллса напали незнакомцы под дулом пистолета и заставили участвовать в преступлении. Подробности событий, которые привели к тому, что бомба была прикреплена к шее Уэллса, так и не были точно установлены. Факты свидетельствуют о том, что там была борьба и что Барнс, Дил-Армстронг, Ротштейн и Стоктон присутствовали в то время.
На допросе Стоктон утверждал, что именно он повесил бомбу Уэллсу на шею. Когда Уэллс обнаружил, что бомба настоящая, Барнс сказал, что из пистолета стреляли, чтобы заставить Уэллса подчиниться. Свидетели подтвердили, что слышали выстрел. После того, как бомба была приведена в действие, Уэллсу выдали сложное самодельное ружьё в виде трости необычной формы.
Уэллсу было поручено заявить, что трое чернокожих мужчин подбросили ему бомбу и удерживали его в качестве заложника.

### «Охота за сокровищами»
В машине Уэллса полиция обнаружила девять страниц рукописных инструкций, адресованных «Заложнику бомбы» и предписывающих ему ограбить банк. Инструкции также включали в себя поиск предметов, в которых перечислялся ряд строго рассчитанных по времени заданий по сбору ключей, которые могли бы задержать взрыв и в итоге обезвредить бомбу. На страницах предупреждалось, что Уэллс будет находиться под постоянным наблюдением, а любые попытки связаться с властями приведут к взрыву бомбы. Внизу инструкции было нацарапано следующее: «ДЕЙСТВУЙ СЕЙЧАС, ДУМАЙ ПОТОМ, или ТЫ УМРЁШЬ!».

### Ограбление
Уэллсу было приказано «тихо» войти в банк PNC в Summit Towne Center на Пич-стрит и передать кассиру записку с требованием отдать 250 000 долларов, а также угрожать ружьём любому, кто откажется сотрудничать или попытается сбежать. Войдя в банк около 14:30, Уэллс сунул записку работнику банка на кассе. В записке говорилось, что бомба взорвётся через пятнадцать минут и что вся сумма должна быть передана в течение этого времени. Кассир не смог быстро получить доступ к сейфу и отдал Уэллсу сумку с 8 702 долларами, с которой тот вышел из банка.
В 14:38 очевидец позвонил в службу спасения 911 из банка и сообщил, что мужчина выходил из банка с «бомбой или чем-то подобным вокруг шеи». Это первый известный экстренный вызов в связи с инцидентом. Согласно показаниям свидетелей из банка и записям с камер наблюдения, войдя в банк, Уэллс встал в очередь. Подойдя к кассе, он начал сосать леденец на палочке. По словам одного из свидетелей, он выглядел уверенным, когда выходил из банка, размахивая пистолетом-тростью и мешком с деньгами, «будто Чарли Чаплин».

### Задержание и смерть

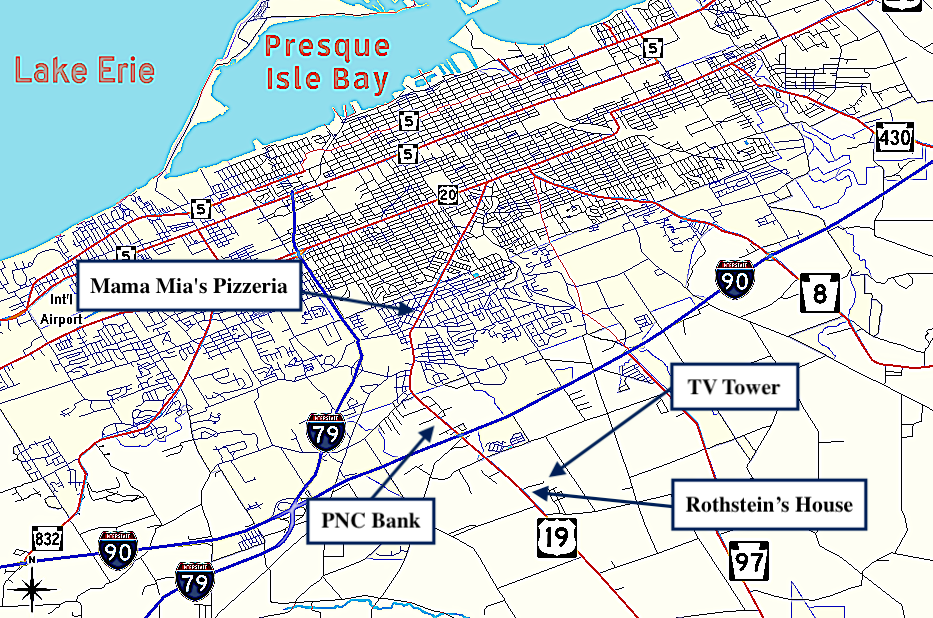
Карта с главными местами дела.

Примерно через пятнадцать минут после того, как Уэллс покинул банк, он выполнил первое задание «охоты за сокровищами». Он приступил ко второму заданию, когда полиция увидела, что он стоит возле своего автомобиля, и немедленно арестовала его, надела на него наручники и оставила сидеть на земле на парковке. Уэллс сказал, что трое неназванных чернокожих повесили ему на шею бомбу, снабдили дробовиком и сказали, что убьют его, если он не совершит ограбление и не выполнит несколько других заданий.
Прибывшие на место происшествия сотрудники полиции не пытались обезвредить устройство, вместо этого сосредоточившись на очистке прилегающей территории от пешеходов и обеспечении того, чтобы Уэллс не смог привести устройство в действие. Сапёров впервые вызвали в 15:04, по меньшей мере через тридцать минут после первого звонка в службу 911 из банка и примерно через десять минут после ареста Уэллса. В 15:18, за три минуты до прибытия сапёров, бомба взорвалась и проделала в груди Уэллса дыру размером с кулак, убив его за считанные секунды. Пробки на дорогах в этом районе задержали прибытие сапёров, но сотрудники АТО по-прежнему считали, что их реакция была достаточно быстрой.

## Последствия
Телеканал WJET-TV, филиал Erie ABC, транслировал это событие в прямом эфире, но не показал момент взрыва из-за технической неполадки. Телеканал предоставил отснятый материал следователям ФБР, головному офису ABC и родственному телеканалу WKBW-TV в Буффало, штат Нью-Йорк. Впоследствии отснятый материал попал к радиостанции DC101 в Вашингтоне, округе Колумбия, который разместил его на своём веб-сайте в сентябре 2003 года. Хотя впоследствии он удалил это видео по просьбе WJET, к тому времени оно было размещено на многочисленных видеохостингах.
Хотя в записке утверждалось, что Уэллс выигрывал дополнительное время за каждый найденный ключ, полиция позже проследовала по маршруту, указанному в записке, и не смогла завершить его за отведённое время, подразумевая, что у Уэллса не было бы достаточно времени, чтобы обезвредить бомбу. Ошейник бомбы был всё ещё цел, поэтому власти были вынуждены отделить голову Уэллса от тела, чтобы ошейник можно было сохранить и исследовать.

### Смерть Роберта Пинетти
В этом деле также фигурировали ещё две смерти, связанные с сообщниками. 31 августа 2003 года коллега Уэллса по пиццерии и единственный водитель-доставщик, Роберт Томас Пинетти, был найден мёртвым в своём доме после передозировки наркотиков.

### Убийство Джеймса Родена
20 сентября 2003 года Ротштейн, живший неподалёку от телебашни, позвонил в полицию и сообщил, что тело мужчины по имени Джеймс Роден было спрятано в морозильной камере в гараже его дома. После того, как он позвонил в полицию, Ротштейн написал предсмертную записку, в которой указал, что его запланированная смерть не имеет никакого отношения к Уэллсу. Следователи не верят, что Ротштейн когда-либо пытался покончить с собой.
Роден прожил с Дил-Армстронг 10 лет. Находясь под стражей, Ротштейн заявил, что Дил-Армстронг убила своего тогдашнего бойфренда Джеймса Родена из дробовика 12-го калибра во время спора из-за денег. Ротштейн сказал, что впоследствии она заплатила ему 2000 долларов за то, чтобы он помог спрятать тело и очистить место преступления в её доме.
В январе 2005 года Дил-Армстронг признала себя виновной, но психически больной, в убийстве третьей степени и надругательстве над трупом, и была приговорена к тюремному заключению сроком от семи до двадцати лет. Считается, что она убила Родена, чтобы помешать ему сообщить властям о готовящемся ограблении.

### Обвинения Дил-Армстронг и Барнс
В апреле 2005 года Дил-Армстронг сообщила полицейскому штата, что у неё есть информация о деле Уэллса. После встречи с агентами ФБР она заявила, что расскажет им всё, что ей известно, если её переведут из исправительного учреждения Манси в тюрьму минимального режима в Кембридж-Спрингс. В ходе серии допросов Дил-Армстронг призналась, что предоставила кухонные таймеры, использованные для создания бомбы, и рассказала, что Ротштейн руководил заговором и что Уэллс принимал непосредственное участие в этом плане.
В конце 2005 года Барнс, который сидел в тюрьме по обвинению в торговле наркотиками, не связанным с этим делом, был выдан своим шурином после того, как раскрыл ему подробности преступления. 3 сентября 2008 года Барнс признал себя виновным в сговоре с целью ограбления банка и в пособничестве. 3 декабря того же года федеральный судья приговорил его к 45 годам тюремного заключения за участие в преступлении. Позже срок наказания Барнса сократили до 22,5 лет после того, как он дал показания против Дил-Армстронг.
В июле 2007 года прокурор Мэри Бет Бьюкенен объявила, что Дил-Армстронг и Барнсу предъявлены обвинения в совершении этого преступления, а Дил-Армстронг является организатором. Покойные Ротштейн и Уэллс были названы в качестве соучастников, которым не предъявлены обвинения. Бьюкенен заявила, что Уэллс был вовлечён в заговор с самого начала, но что его сообщники снабдили его настоящей бомбой, которая взорвалась бы, даже если бы её извлекли.

### Суд над Диль-Армстронг
29 июля 2008 года судья окружного суда США Шон Дж. Маклафлин вынес первоначальное заключение о том, что Диль-Армстронг была психически недееспособна, чтобы предстать перед судом из-за ряда психических расстройств, указав, что это решение будет пересмотрено после того, как она пройдёт курс лечения в психиатрической больнице. Затем Дил-Армстронг была переведена на лечение в федеральное психиатрическое учреждение в Техасе. 9 сентября судья постановил, что теперь она дееспособна. В октябре 2010 года Дил-Армстронг выступила в суде для дачи показаний от своего имени в рамках своей защиты. Она попросила перенести заседание, утверждая, что широкое освещение этого дела в средствах массовой информации помешало ей добиться справедливого судебного разбирательства в Эри. Судья Маклафлин отклонил эту просьбу, отметив, что, хотя обвинения были необычными, «освещение событий в [новостях] в целом было настолько объективным, насколько это было возможно в данных обстоятельствах».
1 ноября 2010 года Дил-Армстронг была признана виновной в вооружённом ограблении банка, заговоре с целью совершения вооружённого ограбления банка и использовании взрывного устройства при совершении преступления. 28 февраля 2011 года она была приговорена к пожизненному заключению, которое должно было отбываться последовательно с тюремным сроком, назначенным в 2005 году за убийство Родена. В ноябре 2012 года Апелляционный суд Третьего округа подтвердил обвинительный приговор. В январе 2013 года Верховный суд США отклонил её ходатайство о выдаче свидетельских показаний, отказавшись рассматривать дело. В декабре 2015 года вторую апелляцию Диль-Армстронг отклонили.

### Признание Хупсик
В 2018 году Джессика Хупсик призналась в своём участии в заговоре. Мелисса Чан из Time написала: «Хупсик говорит, что к ней обратился заговорщик, чтобы найти такого человека, которого можно было бы запугать и заставить ограбить банк». В документальном фильме 2018 года Evil Genius Хупсик называет заговорщика Барнсом и утверждает, что она порекомендовала Уэллса, которого она назвала «слабаком».
Признавшись, что подставила Уэллса в обмен на деньги и наркотики, Хупсик выразила сожаление по поводу своей роли и сказала, что Уэллс заранее не знал об ограблении. Агент АТО Джейсон Уик заявил, что Хупсик отказывалась сотрудничать в 2003 году и что власти «всегда считали, что [она] знала больше» об этом деле. Уик также выразил обеспокоенность тем, что Хупсик может быть ненадёжным свидетелем.

## Внимание СМИ
По мере развития дела расследование получило широкое освещение в национальных средствах массовой информации Америки. Менее чем через два года после терактов 11 сентября многие сначала сочли, что инцидент связан с терроризмом. На канале Fox в программе America’s Most Wanted трижды рассказывали про это дело и публиковали свежие улики в надежде, что официальные лица смогут получить новые улики по этому делу.
Из-за своей новизны и сложности эта история по-прежнему привлекает многих людей. В январском номере журнала Wired за 2011 год была опубликована эта история. В 2012 году следователь Джерри Кларк и журналист Эд Палаттелла опубликовали книгу Pizza Bomber: The Untold Story of America’s Most Shocking Bank Robbery, в которой подробно описаны события настоящего преступления. В мае 2018 года Netflix выпустил документальный сериал Evil Genius: The True Story of America’s Most Diabolical Bank Heist, посвящённый этому делу.

## В культуре
В американском комедийном фильме 2011 года «Успеть за 30 минут» рассказывается о том, как разносчика пиццы заставляют надеть бронежилет и ограбить банк, а его вдохновитель ищет деньги, чтобы нанять киллера, который убьёт его отца и получит наследство. Семья Уэллса раскритиковала сходство фильма с «Делом Уэллса», но кинокомпания Sony Pictures Motion Picture Group заявила, что актёры и съёмочная группа не были осведомлены о «деле Уэллса», а сценаристы были «едва знакомы» с ним.